# Paragomphus hoffmanni
Paragomphus hoffmanni – gatunek ważki z rodziny gadziogłówkowatych (Gomphidae). Znany tylko z holotypu – samicy odłowionej w 1929 roku na chińskiej wyspie Hajnan; rzekome stwierdzenie z prowincji Junnan na południu Chin wymaga potwierdzenia.